# Hans-Erich Tannhäuser
Hans-Erich Tannhäuser (* 11. Juli 1960 in Minden) ist ein deutscher Ingenieur und Kommunalpolitiker. Von September 2013  bis September 2017 war er Bürgermeister der südniedersächsischen Stadt Northeim.

## Werdegang
Tannhäuser war zunächst als Tiefbauamtsleiter und Technischer Werkleiter des Abwasserbetriebes bei der Stadt Vreden angestellt. 2001 zog er nach Northeim, wo er als Juniorpartner in einem Ingenieurbüro tätig war. Zwei Jahre später gründete er sein eigenes Büro.
In dieser Zeit war er als Projektleiter maßgeblich an der Entwicklung und Realisierung des ersten deutschen Bioenergiedorfs in Jühnde beteiligt.
Hans-Erich Tannhäuser ist Vater von drei Kindern. Er wohnt mit seiner Lebensgefährtin in Northeim.

## Kommunalpolitik
Am 22. September 2013 wurde Tannhäuser zum Bürgermeister der Stadt Northeim gewählt. Der von FDP, Freier Unabhängiger Liste (FuL) und Wählerinitiative Northeimer Ortschaften (Wino) nominierte parteilose Kandidat setzte sich mit 54,74 % der Wählerstimmen gegen den von SPD, CDU und Bündnis 90/Die Grünen aufgestellten parteilosen Gegenkandidat Frank Kampf, der 38,75 % der Stimmen erhielt, sowie Saleh El-Mograbi von der Piratenpartei, auf den 6,49 % der abgegebenen Stimmen entfielen, durch.
Die Neuwahl war notwendig geworden, nachdem der bisherige Amtsinhaber Harald Kühle im Februar 2013 sein Amt niedergelegt hatte und einem Abwahlverfahren zuvorgekommen war. Zuvor war wiederholt Kritik an seiner Amtsführung geäußert worden. Daraufhin führten der stellvertretende Bürgermeister Wolfgang Haendel (SPD) und Verwaltungschef Jörg Dodenhöft (CDU) bis zur Wahl eines Nachfolgers kommissarisch die Amtsgeschäfte.
Tannhäusers Amtszeit war von einem angespannten Verhältnis zwischen Stadtrat und Bürgermeister geprägt. Nach 4 Jahren im Amt leitete der Stadtrat, wie bereits bei Harald Kühle, ein Abwahlverfahren gegen Tannhäuser ein, das von SPD, CDU und Grünen initiiert wurde. Die Abstimmung über die Wahl sollte mit der niedersächsischen Landtagswahl am 15. Oktober 2017 stattfinden. Am 11. September 2017 erklärte Tannhäuser jedoch, einer möglichen Abwahl zuvorkommend, seinen Rücktritt und begründete ihn mit gesundheitlichen Problemen.